# Ivisaaruqsiurvik
Ivisaaruqsiurvik ist ein See auf der Baffininsel im kanadischen Territorium Nunavut, rund 1018 Kilometer nordwestlich von Iqaluit.
Der See ist 1,5 Kilometer lang und 1,5 Kilometer breit.